# Nomascus nasutus
El gibón oriental de cresta negra (Nomascus nasutus) es una especie de primate hominoideo de la familia Hylobatidae que se encontraba ampliamente distribuido en el sur de China y el norte de Vietnam. Actualmente solo se encuentra en una pequeña área al noreste de Vietnam y en la isla de Hainan en China. 
La especie se encuentra catalogada por la UICN como en peligro crítico de extinción.

## Taxonomía
Nomascus nasutus se ha considerado ya sea como una especie aparte o como perteneciente a la especie Nomascus hainanus o como una subespecie de Nomascus concolor. Para la IUCN es reconocido como una especie aparte de N. hainanus y N. concolor, basado en las diferencias en vocalización y coloración de la piel.

## Distribución
En la década de los 50s se extinguió en el continente; y actualmente existen solo unos 20 ejemplares de la subespecie gibón de Hainan Nomascus nasutus hainanus viviendo en la isla Hainan y alrededor de 26 individuos de la subespecie gibón de Cao Vit Nomascus nasutus nasutus que fueron redescubiertos en 2002 en el Distrito Trùng Khánh, en la provincia de Cao Bằng, al noreste de Vietnam, después de ser avistados por última vez en la década de los 60s.

## Hábitat
El gibón de cresta negra históricamente habitó montañas de baja altitud y bosques ubicados en colinas de piedra caliza, ubicadas en zonas de clima tropical húmedo a una altitud comprendida entre los 50 a 900 m s. n. m. La población conocida actualmente está restringida a los bosques en afloramientos rocosos inaccesibles sobre piedra caliza, de 640 a 800 m s. n. m.

## Características
Los machos adultos de la subespecie N. n. nasutus son negros con un ligero tinte gris en el pelo del pecho. Los machos de la subespecie N. n. hainanus son completamente negros. El color de las hembras adultas en el continente y la isla Hainan varía de blancuzco a beige grisáceo, con un capelo negro. Dependiendo del grado de la humedad, las hembras pueden adquirir un color más anaranjado a causa de la traspiración.

## Comportamiento
Nomascus nasutus como los demás gibones, son monógamos, pero se han observado grupos con dos hembras llevando crías. Esto podría ser resultado de la incapacidad de los individuos maduros para conseguir pareja y el espacio restringido para establecer grupos nuevos.

## Dieta
Observaciones preliminares sobre su comportamiento reportaron que la mayor parte del tiempo la pasaban comienzo frutas (86.6%), mientras que otros alimentos jugaban un papel secundario: hojas (4.7%), animales (0.5%), comida no determinada (8.2%).

## Estado de conservación
La especie fue incluida en la Lista Roja de la UICN en 2008, como especie en peligro crítico de extinción (CR), debido a la disminución de la población en al menos el 80% en los últimos 45 años, debido principalmente a la caza y la pérdida de su hábitat; y debido a que su población adulta es menor a 250 individuos, con subpoblaciones no más grandes a 50 individuos adultos, con declinación continua. Las poblaciones conocidas no superan los 50 individuos adultos. Fue incluido en la publicación bianual Los 25 primates en mayor peligro del mundo, 2008-2010.